# Ca n'Aragó
Ca n'Aragó és un edifici catalogat com a monument del municipi de Santa Coloma de Farners (Selva) protegit com a bé cultural d'interès local.

## Descripció
És una casa entre mitgeres de planta baixa i dos pisos. La planta baixa és d'estil modernista, amb la façana de rajol vist i les obertures, una porta i tres finestres, amb reminiscències neogòtiques, i amb arcs conopials. Les finestres presenten una reixa al davant de ferro forjat i motius florals i la porta és de fusta treballada amb decoracions incises i elements de ferro forjat. Al primer pis una balconada ocupa l'amplada de la façana, també de ferro, aquí hi ha dues obertures sense decoració, rectangulars i emmarcades en pedra, destaca l'arrambador de ceràmica vidriada verda i vermella. Al segon pis, hi ha dues obertures més, amb dos petits balcons. El parament en aquesta part és arrebossat i pintat de blanc. L'edifici està rematat per una cornisa i al damunt una balustrada.

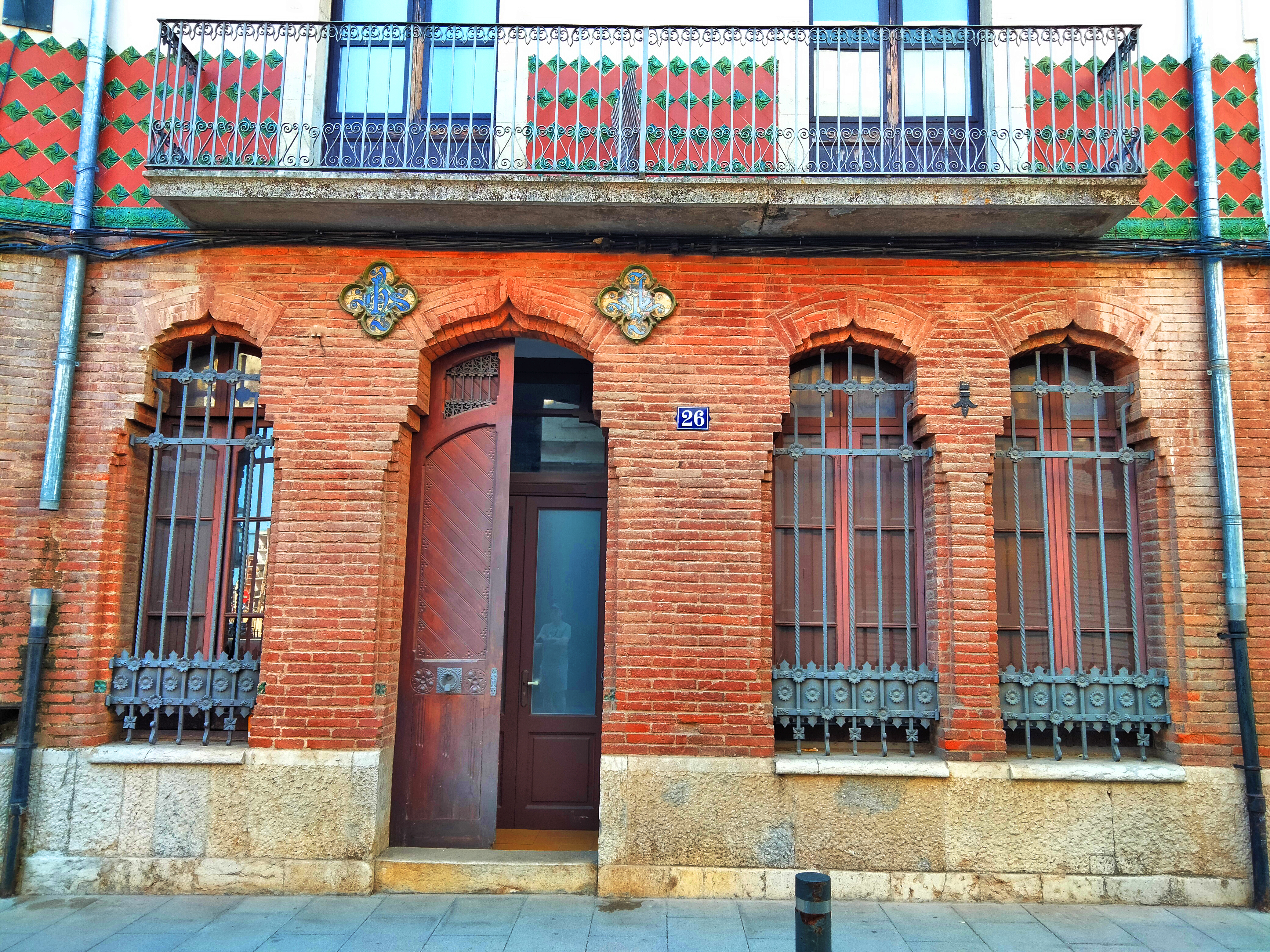
Detall dels baixos

Pel que fa a la decoració, d'estil modernista, cal remarcar els medallons o mosaics de la façana, situats damunt la porta d'entrada, amb forma trebolada i policroms, de color blau i groc. Semblen representar unes inicials que indicarien el nom dels propietaris que van encarregar l'edificis.

## Història
L'any 1903 Rafael Masó va fer una reforma a la Casa Aragó que afectà els interiors i la façana a la planta baixa. El 1905 pel menjador d'aquesta casa Masó va realitzar un bufet, una taula i un marc per a un gravat de la família.